# Kitty-Yo
Kitty-Yo est un label indépendant berlinois d'électroclash fondé en 1994 par Raik Hölzel et Patrick Wagner,. 

## Artistes du label
- Gonzales
- Maximilian Hecker
- Peaches
- Sex In Dallas
- Stade
- Tarwater

## Liens
- (en) Site officiel